# Каннингем, Винс
Винсент Джон Джеральд Каннингем (англ. Vincent John Gerald Cunningham, родился 14 марта 1967 года в Дублине) — ирландский регбист, выступавший на позиции аутсайд-центра (внешнего центрового).

## Биография
На клубном уровне выступал в команде «Сент-Мэрис-Колледж» из Всеирландского чемпионата (ныне дивизион 1B). Дебютировал в сборной Ирландии 23 апреля 1988 года матчем на «Лэнсдаун Роуд» против Англии, однако долгое время на позиции аутсайд-центра проигрывал конкуренцию Брендану Маллину, игравшему в сборной до 1992 года. Каниннгем выступал в составе сборной Ирландии на чемпионате мира 1991 года (два матча), а также в турне сборной Ирландии по Новой Зеландии — 30 мая 1992 года в игре в Данидине на стадионе «Кэрисбрук» в матче против «Олл Блэкс» он занёс две неожиданные попытки в ворота новозеландцев, однако ирландцам этого не хватило, чтобы вырвать победу (поражение 21:24 при ничье 18:18 к перерыву).
В 1993 году британская сборная «Британские и ирландские львы» совершала турне по Новой Зеландии, где Каннингем числился игроком замены. Он вышел в трёх матчах против команд провинций Таранаки, Хоукс-Бэй и Уаикато, отметившись двумя попытками в игре против «Таранаки». Он был в основном составе в сезоне 1992/1993 и выступал в Кубке пяти наций того сезона, однако после проигрыша 15 января 1994 года в матче Кубка пяти наций сборной Франции в Париже со счётом 35:15 больше в сборную не вызывался. Всего в его активе 16 игр за сборную Ирландии и 3 попытки (попытка в то время стоила 4 очка).
В составе сборной по регби-7 играл на первом в истории чемпионате мира в Гонконге в 1993 году и стал бронзовым призёром.